# Romantikerfriedhof Maria Enzersdorf

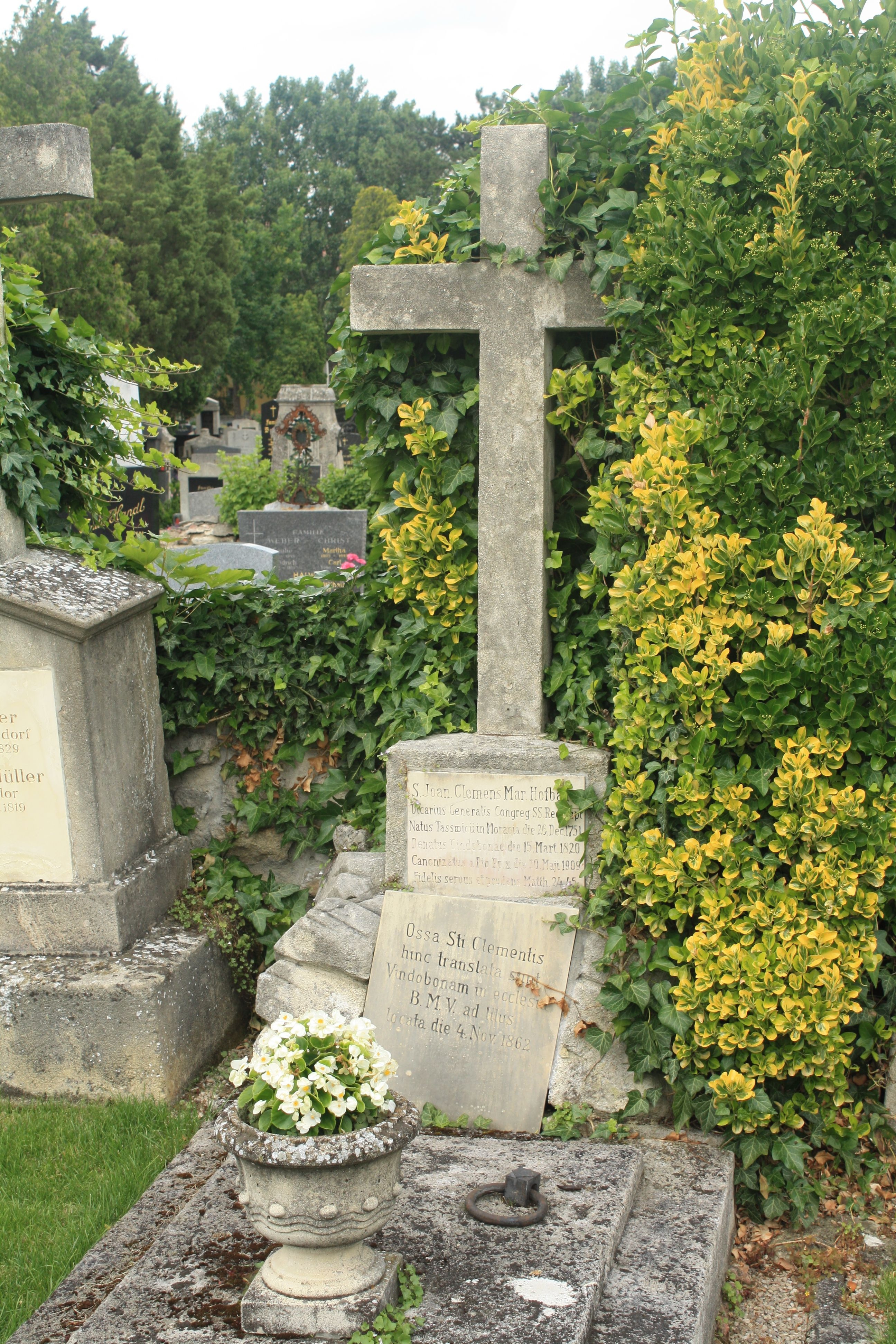
Ehemaliges Grab von Clemens Maria Hofbauer

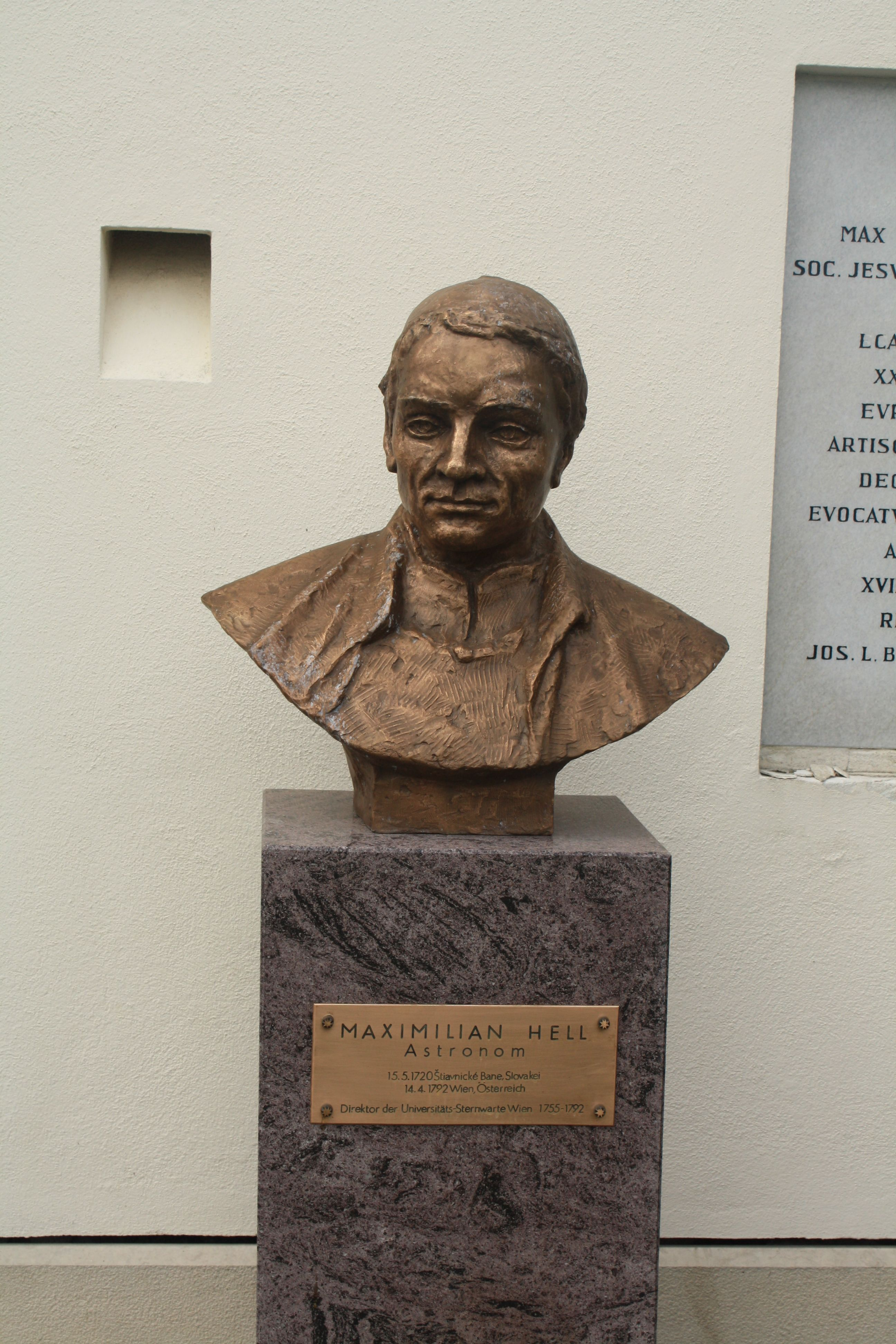
Büste von Maximilian Hell

Der als Romantikerfriedhof bezeichnete Maria Enzersdorfer Friedhof liegt in Maria Enzersdorf in Niederösterreich.
Der Friedhof wurde im Jahr 1784 an der Gemeindegrenze zu Mödling angelegt. Zeitgleich wurde auch Maria Enzersdorf eine eigene Pfarre. Im Jahr 1785 wurde von Josef von Penkler, der damals Eigentümer der Herrschaft Liechtenstein war, eine Friedhofskapelle errichtet.
Der Name Romantikerfriedhof rührt von zahlreichen Grabstätten von Mitgliedern des Wiener Romantikerkreises rund um den heiliggesprochenen Redemptoristenpater Clemens Maria Hofbauer her, der ebenfalls hier begraben war.
Im Jahr 1868 wurde der Friedhof erweitert. Seit 1870 sind auch Begräbnisstätten von Franziskanern des Franziskanerklosters in Maria Enzersdorf.
Im Jahr 1961 wurde eine Aufbahrungshalle errichtet. Auch ein Kriegerdenkmal für die gefallenen Soldaten des Ersten Weltkrieges befindet sich am Friedhof.

## Grabstätten bedeutender Persönlichkeiten
- Clemens Maria Hofbauer
- Zacharias Werner (1768–1823)
- der Philosoph, Diplomat, Publizist und Staatstheoretiker Adam Müller von Nitterdorf
- der Maler Hermann Armin von Kern, sowie seine Tochter Pauline
- der Offizier und Maler Friedrich August von Klinkowström
- der Sekretär des Kanzlers Metternich, Josef Anton von Pilat
- der Jurist Carl Joseph Pratobevera
- sein Sohn, ebenfalls Jurist Adolf Pratobevera von Wiesborn
- der Diplomat Alexander von Hübner
- der gleichnamige General Alexander von Hübner
- der Olympiasieger im Schwimmen und spätere Politiker Otto Scheff
- der Musikwissenschafter Theophil Antonicek

Bereits früher neu belegt wurde das Grab von Maximilian Hell. Heute erinnert daran nur noch eine Gedenktafel.